# Parvat
Parvat é uma vila no distrito de Surat, no estado indiano de Guzerate.

## Demografia
Segundo o censo de 2001, Parvat tinha uma população de 20,694 habitantes. Os indivíduos do sexo masculino constituem 59% da população e os do sexo feminino 41%. Parvat tem uma taxa de alfabetização de 64%, superior à média nacional de 59.5%: a literacia no sexo masculino é de 71% e no sexo feminino é de 53%. Em Parvat, 15% da população está abaixo dos 6 anos de idade.